# Ядро (нейроанатомія)

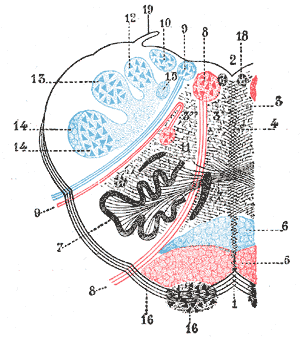
Поперечний зріз через стовбур мозку

Ядро — одна з форм організації сірої речовини нервової системи. Являє собою групу компактно розташованих у ЦНС «острівців» нейронів, які лежать у товщі білої речовини. Також від інших форм організації сірої речовини (екранного типу, яким є кора головного мозку та сітчастого типу, яким є ретикулярна формація стовбура мозку) ядра відрізняє те, що вони практично утворені з нейронів, що виконують одну і ту саму функцію (у корі, наприклад, є різні, які сприймають і аналізують різні типи подразнень). Гомологічним утворенням відносно ядер у периферичній нервовій системі є ганглії (вузли).

## Приклади
- Базальні ядра — важлива складова рухової регуляції, вищої психічної діяльності
- Ядра таламуса та гіпоталамуса — є найважливішими підкірковими центрами нервової регуляції; гіпоталамус — центр вегетативної нервової системи
- Ядра черепних нервів — різні за типом нейронів; можуть сприймати рухові, чутливі подразнення, деякі входять до складу парасимпатичної нервової системи
- Ядра спинного мозку — різноманітні за будовою і функцією (рухові, чутливі, деякі входять до складу больової та протибольової систем організму)